# Rune Andhé
Rune Johan Andhé,  född 22 juli 1913 i Alingsås, död 14 januari 1988 i Linköping, var en svensk tidningsman. Han var far till Stefan Andhé.
Andhé, som var son till byggmästare Johan Andersson och Alma Rasmusson, avlade studentexamen i Göteborg 1932. Han var anställd av Bergslagsposten 1933, av Göteborgs Morgonpost 1934–1942, Östgöta Correspondenten från 1943 och chefredaktör där 1960–1978. Han var kapten i Älvsborgs regementes (I 15) reserv.